# Rheum macrocarpum
Rheum macrocarpum är en slideväxtart som beskrevs av Losina-losinsk.. Rheum macrocarpum ingår i släktet rabarbersläktet, och familjen slideväxter. Inga underarter finns listade i Catalogue of Life.